# Lepidopyga goudoti
Lepidopyga goudoti е вид птица от семейство Колиброви (Trochilidae).

## Разпространение
Видът е разпространен във Венецуела и Колумбия.